# Chuva ácida
Chuva ácida é a designação dada à chuva, ou qualquer outra forma de precipitação atmosférica, cuja acidez seja substancialmente maior do que a resultante do dióxido de carbono (CO2) atmosférico dissolvido na água precipitada. A principal causa daquela acidificação é a presença, na atmosfera terrestre, de gases e partículas ricos em enxofre e azoto reativo cuja hidrólise no meio atmosférico produz ácidos fortes. Assumem particular importância os compostos azotados (NOx) gerados pelas altas temperaturas de queima dos combustíveis fósseis e os compostos de enxofre (SOx) produzidos pela oxidação das impurezas sulfurosas existentes na maior parte dos carvões e petróleos. Quimicamente, chuva ácida não seria uma expressão adequada, porque para a Química toda chuva é ácida devido à presença do ácido carbônico (H2CO3), mas para a Geografia toda chuva com pH abaixo do N.T. (Nível de tolerância de pH) igual a aproximadamente 5,5 é considerada ácida. Também pode acarretar sérios danos às trutas por exemplo, uma vez que se cair uma chuva ácida num ambiente lacustre de uma truta, abaixo ou acima do N.T., a truta morrerá. Os efeitos ambientais da precipitação ácida levaram à adopção, pela generalidade dos países, de medidas legais restritivas da queima de combustíveis ricos em enxofre e obrigando à adopção de tecnologias de redução das emissões de azoto reactivo para a atmosfera.

## História
As emissões de dióxido de enxofre e de óxidos de azoto têm crescido quase continuamente desde o início da Revolução Industrial. Robert Angus Smith, num estudo realizado em Manchester, Inglaterra, fez em 1852 a primeira demonstração da relação entre a acidez da chuva e a poluição industrial, cunhando em 1872 a designação chuva ácida.
Apesar da relação entre precipitação ácida e poluição do ar ter sido descoberta em 1852, o seu estudo científico sistemático apenas se iniciou nos finais da década de 1960. Harold Harvey, professor de Ecologia na Universidade de Toronto, publicou em 1972 um dos primeiros trabalhos sobre um lago "morto" em resultado da acidificação das suas águas pela deposição ácida, trazendo a questão da chuva ácida para a ribalta da política ambiental.
O interesse público pelos efeitos da chuva ácida iniciou-se na década de 1970, a partir dos Estados Unidos, quando o New York Times publicou os resultados obtidos em estudos feitos na Hubbard Brook Experimental Forest (HBES), em New Hampshire, que demonstravam os múltiplos danos ambientais que a acidez da precipitação estava a causar.
Ao longo das últimas décadas têm sido reportadas leituras de pH na água de gotas de chuva e em gotículas de nevoeiro, colhidas em regiões industrializadas, com valores inferiores a 2,4 (a mesma acidez do vinagre).
A precipitação ácida com origem industrial é um sério problema em países onde se queimam carvões ricos em enxofre para gerar calor e electricidade, como a China e a Rússia. Embora com outras origens, com destaque para o tráfego automóvel, o problema afecta vastas regiões da Europa e da América do Norte.
O problema da precipitação ácida tem crescido com o aumento da população e com a industrialização, abrangendo áreas crescentes do planeta, com destaque para a Índia e o sudeste asiático. O uso de altas chaminés industriais para dispersar os gases emitidos tem contribuído para aumentar as áreas afectadas, já que os poluentes são injectados na circulação atmosférica regional, atingindo vastas áreas a sotavento do ponto de emissão. Em resultado, é comum a deposição ocorrer a considerável distância do ponto de emissão, com as regiões montanhosas a receberem a maior parte da acidez precipitada (simplesmente por serem áreas de maior precipitação devido às chuvas de montanha). Um exemplo destes efeitos é a grande acidez da precipitação na Escandinávia quando comparada com as emissões relativamente baixas ali produzidas.

## Causas e consequências da precipitação ácida

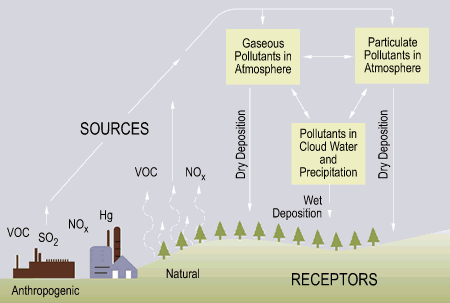
Mecanismos de geração da precipitação ácida. Note-se que apenas os SO_{2} e NO_{x} têm um papel significativo na formação de precipitação ácida. Os VOC, em especial o dimetil sulfureto e o ácido fórmico, apenas são relevantes na acidificação natural da precipitação em regiões oceânicas e sobre florestas tropicais.

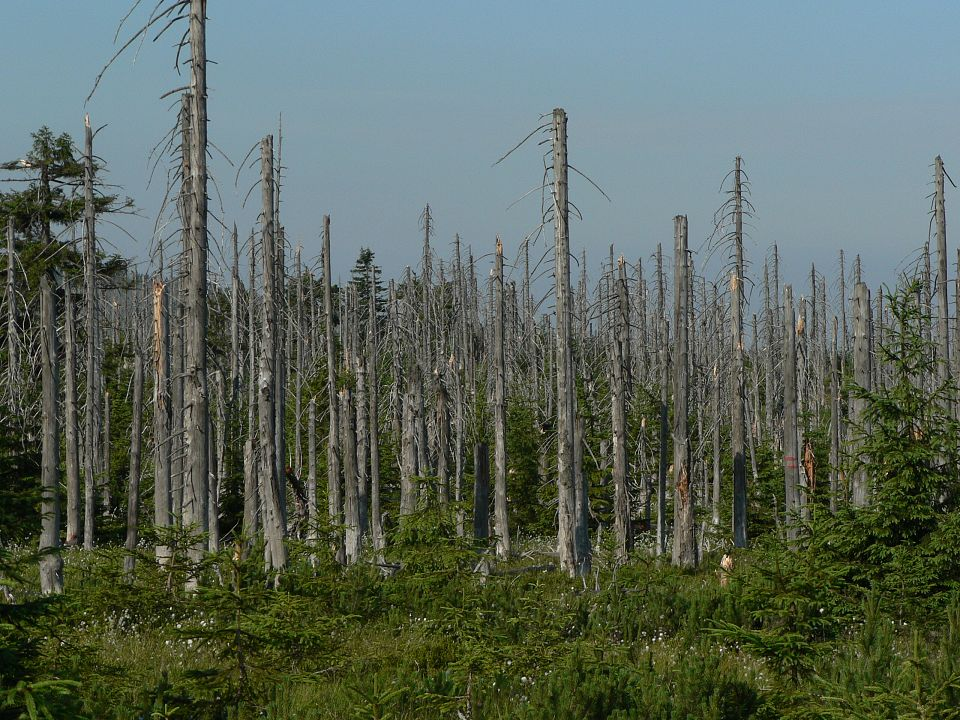
Efeitos da precipitação ácida sobre uma floresta temperada (Jizera, República Checa).

Gavin Power Plant em Cheshire, Ohio, uma central eléctrica alimentada a carvão.

Na ausência de qualquer contaminante atmosférico, a água precipitada pela chuva é levemente ácida, sendo de esperar um pH de aproximadamente 5,2 a 20 ºC, valor inferior ao que resultaria se a solução ocorresse em água destilada (pH = 5,6) devido à presença de outros compostos na atmosfera terrestre não poluída. Essa acidez natural, apesar de localmente poder ser influenciada pela presença de compostos orgânicos voláteis e de óxidos de azoto gerados por trovoadas, resulta essencialmente da dissociação do dióxido de carbono atmosférico dissolvido na água, formando um ácido fraco, conhecido como ácido carbónico, segundo a reacção:
O ácido carbónico sofre ionização em solução aquosa, formando baixas concentrações acidificantes de iões hidrónio:
A ionização acima referida ocorre tanto nas gotículas de água atmosférica (nas nuvens, nevoeiros e neblinas), na água existente na superfície de gelos ou cristais de neve e ainda no orvalho e na água absorvida em partículas sólidas em suspensão no ar. É devido a essa multiplicidade de vias de formação que o termo chuva ácida, apesar de muito difundido, deve ser preferencialmente substituído por deposição ácida, já que a acidificação da precipitação, com todas as consequências ambientais resultantes, pode ocorrer na ausência de chuva.
Em resultado dessa acidez natural, o limite para se considerar a precipitação como ácida é em geral um pH inferior a 4,5 (a 20 °C), o que corresponde a precipitação que contém concentrações mensuráveis de um ou mais ácidos fortes e que pela sua acidez causa comprovados efeitos negativos sobre as plantas, os organismos vivos aquáticos e as estruturas construídas e equipamentos com os quais entre em contacto.
Quando a chuva ácida cai sobre os rios e torna seu pH mais ácido, provocando alterações relacionadas com o metabolismo de organismos com fecundação tipo externa. O desenvolvimento de embriões fecundados na água é todo mediado por enzimas-substâncias que facilitam todas as reações no interior dos seres vivos.

### Origem da acidez acrescida
A acidez acrescida que está na origem da precipitação ácida resulta na sua maior parte da interacção dos componentes naturais da atmosfera terrestre com poluentes primários, entre os quais avultam os óxidos de azoto e os óxidos de enxofre, os quais reagem com a água atmosférica para formar ácidos fortes como sejam o ácido sulfúrico e o ácido nítrico. A principal fonte desses poluente primários é a queima de combustíveis fósseis para produção de energia térmica, energia eléctrica e para a propulsão de veículos.
Embora existam processos naturais que contribuem para a acidificação da precipitação, com destaque para os gases lançados na atmosfera pelos vulcões e os gerados pelos processos biológicos que ocorrem nos solos, pântanos e oceanos, as fontes antrópicas, isto é resultantes da acção humana, são claramente dominantes. A prova dessa predominância foi obtida pela determinação da diferença entre a acidez da precipitação nas zonas industrializadas e em partes remotas do globo, pela comparação da acidez actual com o registo deixado pela captura da precipitação no gelo dos glaciares ao longo de milhões de anos e pelo registo deixado nos fundos de lagos e oceanos pela deposição de restos orgânicos indiciadores das condições de acidez prevalecentes.
A análise das camadas de gelo depositadas em glaciares e nas calotas polares mostram uma rápida diminuição do pH da precipitação a partir do início da Revolução Industrial, passando em média de 5,6 para 4,5 ou mesmo 4,0 nalgumas regiões, mostrando um forte acidificação. Igual conclusão é retirada da análise da prevalência de espécies de diatomáceas em camadas de sedimento recolhidos do fundo de lagos, confirmando a correlação entre a industrialização e a diminuição do pH da precipitação.
As principais fontes humanas dos gases poluentes primários são as indústrias, as centrais termoelétricas e os veículos de transporte motorizado. Os gases libertados podem ser transportados na circulação atmosférica por muitos milhares de quilómetros antes de reagirem com gotículas de água, originando então os compostos que acidificam a precipitação.
A sua natureza transfronteiriça, já que a circulação atmosférica dispersa os efeitos ao longo de grandes áreas da Terra, leva a que também afecte as regiões sitas a jusante do seu ponto de emissão no sistema de circulação atmosférica, levando a que áreas onde as emissões não são significativas possam ser severamente prejudicadas pela precipitação de poluentes gerados a montante.

### Amónia
Embora a amónia e os compostos orgânicos voláteis, com destaque para o dimetilsulfureto (DMS) de origem oceânica e o ácido fórmico  em algumas regiões de floresta tropical, contribuam para a acidez da precipitação, os dois principais grupos de compostos que geram a acidez da precipitação são os óxidos de azoto e os óxidos de enxofre, com predominância para estes últimos, os quais são esmagadoramente de origem antrópica.

#### Os óxidos de enxofre
A principal causa de acidificação da precipitação é a presença na atmosfera de óxidos de enxofre (SOx), com destaque para o dióxido de enxofre (SO2), um gás proveniente da oxidação de compostos de enxofre (S) contidos nos combustíveis fósseis e na matéria orgânica que é queimada. Outra importante fonte de gases contendo enxofre são as emissões dos vulcões.
Apesar das crescentes restrições ao consumo de combustíveis ricos em enxofre sem os adequados mecanismos de controlo das emissões, estudos recentes estimam as quantidades emitidas de SO2 (expresso em S elementar) em cerca de 70 000 000 toneladas/ano (70 Teragramas/ano) a partir da queima de combustíveis fósseis, 2 800 000 toneladas/ano (2,8 Tg/ano) a partir da queima de biomassa, em especial por fogos florestais, e cerca de 8 000 000 toneladas/ano (8 Tg/ano) em resultado de emissões vulcânicas.
Na fase gasosa o dióxido de enxofre é oxidado por adição do radical hidroxilo via uma reacção intermolecular:
que é seguida por:
na presença de água líquida nas gotículas das nuvens, nevoeiros e outras formas de condensação atmosférica, o trióxido de enxofre (SO3) é rapidamente convertido em ácido sulfúrico:
Para além das reacções atrás apontadas verificam-se outras, em meio aquoso, as quais levam a que o ritmo de perda de SO2 na presença de nuvens seja substancialmente maior do que o verificado em meio gasoso. Tal deve-se à hidrólise nas gotículas de água, na qual o dióxido de enxofre dissolvido, num processo similar ao descrito para o dióxido de carbono, hidrolisa numa série de reacções de equilíbrio químico:
No meio atmosférico ocorrem numerosas reacções aquosas que oxidam o enxofre (S) do estado de oxidação S(IV) (S+4) para o estado de oxidação S(VI) (S+6), levando à formação de ácido sulfúrico (H2SO4), um dos mais fortes ácidos conhecidos. As reacções mais importantes, muitas delas com uma forte componente fotoquímica, ocorrem com o ozono (O3), peróxido de hidrogénio (H2O2) e oxigénio (O2). As reacções com o oxigénio são catalisadas por traços de ferro e manganês presentes nas gotículas das nuvens.

#### Óxidos de azoto
Apesar do azoto (N2) ser o gás mais abundante na composição da atmosfera da Terra, aquele elemento na sua forma diatómica é muito pouco reactivo. Para reagir com o oxigénio gasoso precisa de grande quantidade de energia sob a forma de altas temperaturas e pressões ou uma via catalítica adequada. Para além da conversão bioquímica que ocorrem em organismos especialmente adaptados à fixação do azoto, na natureza a oxidação do azoto apenas ocorre nas descargas eléctricas das trovoadas, fazendo dos óxidos de azoto compostos em geral pouco comuns. Esta situação alterou-se profundamente nas regiões industrializadas com a introdução dos motores a explosão. Naqueles motores, as pressões e temperaturas criadas no interior dos cilindros levam à oxidação do azoto do ar ali injectado, formando uma complexa mistura de óxidos de azoto, em geral designados por NxOx, que é libertada para a atmosfera com os gases de escape. São estes gases que, reagindo com os componentes da atmosfera, em particular com a água, formam ácido nitroso (HNO2) e ácido nítrico (HNO3), ácidos fortes que contribuem poderosamente para a acidificação da precipitação.
Pela queima de combustíveis fósseis a altas pressões e temperaturas na presença de azoto do ar, temos que na câmara de combustão dos motores, ocorre:
O óxido de azoto formado, instável nas condições atmosféricas normais, na presença do oxigénio do ar, produz:
O dióxido de azoto formado, na presença de água líquida nas gotículas das nuvens, nevoeiros e outras formas de condensação atmosférica, produz por adição do ião hidroxilo (NO2 + OH· → HNO3):

### Mecanismos de precipitação
A deposição da precipitação ácida ocorre essencialmente pela via úmida, tendo a deposição seca um papel secundário (excepto nas proximidades de instalações industriais que emitam grandes volumes de partículas para o ar).
A deposição pela via úmida ocorre quando alguma forma de precipitação (chuva, neve, granizo ou outra) remova os compostos ácidos da atmosfera depositando-os sobre a superfície. Este tipo de precipitação pode resultar na precipitação das gotículas onde se formaram os ácidos ou do arraste pela precipitação de aerossóis existentes nas camadas atmosféricas atravessadas pela precipitação em queda.
Apesar de menos significativa, a deposição a seco, isto é aquela que ocorre na ausência de precipitação, representa cerca de 20 a 40% da deposição ácida total nas regiões industrializadas. Para além da deposição de material sólido em suspensão no ar, este tipo de deposição também inclui a aderência e adsorção de partículas e gases na superfície da vegetação, nos solos e materiais geológicos e nas estruturas construídas.

## Efeitos da precipitação ácida

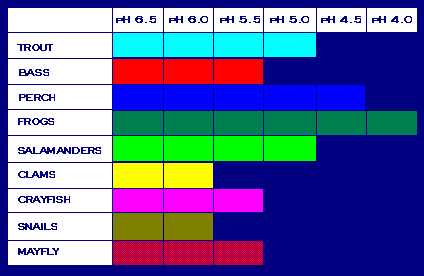
Diagrama mostrando a tolerância à acidez de várias espécies dulçaquícolas. Por exemplo, a rã comum é mais tolerante à acidez do que a truta.

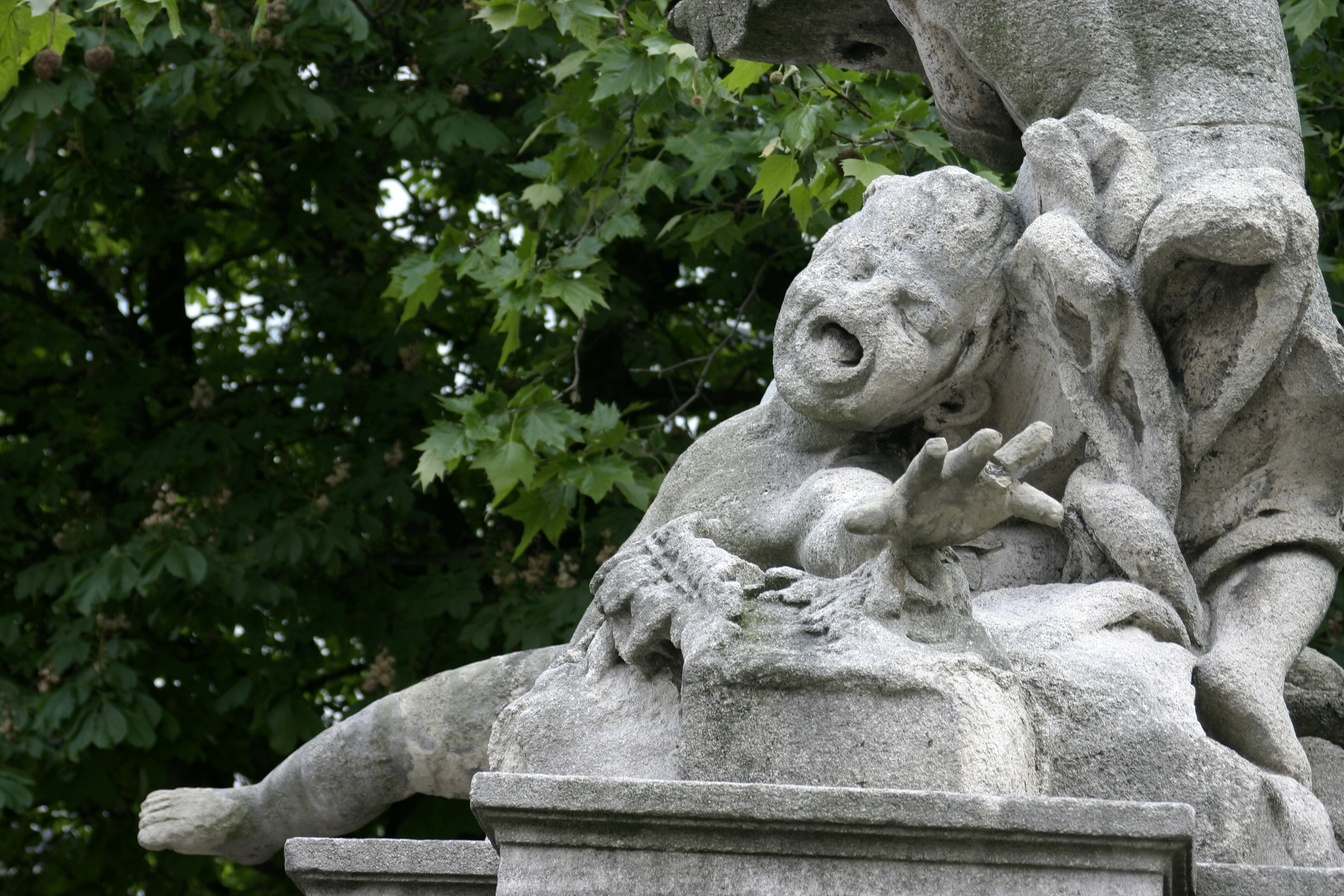
Efeito da precipitação ácida numa estátua em calcário.

Estudos ecotoxicológicos demonstraram que a precipitação ácida têm impactos adversos sobre as florestas, as massas de água doce e os solos, matando plânctons, insetos, peixes e anfíbios. Também demonstraram efeitos negativos sobre a saúde humana. Para além disso, a precipitação ácida aumenta a corrosividade da atmosfera, causando danos em edifícios e outras estruturas e equipamentos expostos ao ar.

### Efeitos sobre os solos e as águas
Estudos ecológicos e toxicológicos revelam uma forte relação entre baixos níveis de pH e a perda de populações de peixes em lagos. Com pH inferior a 4,5 praticamente nenhum peixe sobrevive, enquanto níveis iguais ou superiores a 6,0 promovem populações saudáveis.
Por exemplo, a presença de elevada acidez na água (pH < 5) inibe a produção das enzimas que permitem que as larvas da maior parte das espécies de peixes de água doce, incluindo a maioria da espécies de truta, escapem das suas ovas.
Essa mesma acidez inibe o crescimento de fitoplâncton levando a restrições na cadeia trófica que afecta os animais dela dependentes. Em consequência, à medida que as águas se vão acidificando, a biodiversidade é reduzida, do que já resultou o desaparecimento de múltiplas espécies da áreas mais sensíveis.
Contudo, o contributo directo e indirecto (isto é, via o escoamento superficial) da precipitação ácida para a acidificação das águas de rios e lagos é variável, dependendo das características da bacia hidrográfica. Estudos revistos pela Environmental Protection Agency dos Estados Unidos demonstraram que a precipitação ácida causara directamente a acidificação de 75% dos lagos e de cerca de 50 % dos rios e ribeiros estudados.
Outro efeito da redução do pH é a mobilização nos sedimentos do fundo dos lagos e rios e nos solos de metais pesados como o alumínio, o ferro, o magnésio, o cádmio e o manganês. Em meio aquático, a presença de sais de alumínio em solução faz com que alguns peixes produzam muco em excesso ao redor de suas guelras, prejudicando a respiração.
Os lagos são particularmente afectados por receberem e concentrarem a acidez proveniente do escorrimento através de solos acidificados pela precipitação e por concentrarem parte importante da carga dos iões solubilizados.
Nos solos, a alteração do pH altera as suas propriedades biológicas e químicas, levando a alterações na solubilidade de diversos compostos e a alterações na microbiologia do solo, já que alguns microorganismos são incapazes de tolerar as alterações resultantes. Os enzimas desses microorganismos são desnaturados, perdendo a sua funcionalidade. Os iões hidrónio também levam à mobilização toxinas e à solubilização e consequente perda de nutrientes e micronutrientes essenciais à vida vegetal e ao equilíbrio trófico dos solos. Um dos caminhos para a solubilização é o seguintes:
A química dos solos sofre profundas modificações quando catiões importantes para o suporte da vegetação, como o Ca++ e Mg++, são perdidos por lexiviação.

### Efeitos sobre as florestas e as culturas

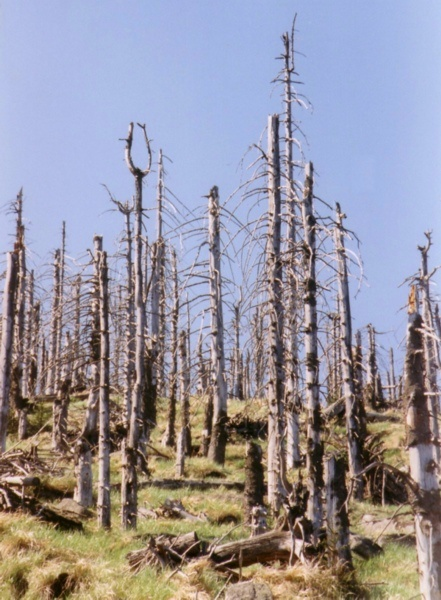
Efeitos da precipitação ácida sobre uma floresta de picea (Erzgebirge, Alemanha).

Os efeitos adversos sobre as florestas resultam dos impactes directo e indirecto da acidez, incluindo os efeitos sobre a mobilização de iões nos solos e as altas concentrações no ar de gases precursores da chuva ácida. As florestas situadas a grande altitude são particularmente vulneráveis pois estão frequentemente imersas em nevoeiros e nuvens cujas gotículas são mais ácidas do que a chuva. Pelas mesmas razões, a precipitação oculta tende a ser mais ácida do que a chuva, afectando particularmente as florestas de montanha.
As árvores são danificadas pela precipitação ácida de vários modos: a superfície cerosa das suas folhas é rompida e nutrientes são perdidos, tornando as árvores mais susceptíveis a gelo, fungos e insectos; o crescimento das raízes torna-se mais lento e, em consequência, menos nutrientes são transportados; iões tóxicos acumulam-se no solo, causando fitotoxicidade, em geral afectando as zonas de crescimento das raízes, e minerais valiosos são dispersos e arrastados pelas águas ou (como no caso dos fosfatos) ligam-se às argilas de forma a ficarem inacessíveis para mobilização pelas raízes.
Apesar das plantas cultivadas também poderem sofrer com a acidez da precipitação, particularmente se esta alterar significativamente o pH dos solos, os efeitos são minimizados pela aplicação de cal e de fertilizantes que repõem os nutrientes perdidos. Em terrenos de cultivo recorre-se quando necessário à adição de carbonato de cálcio para aumentar a capacidade tampão do solo, evitando variações grandes do seu pH. Essa técnica é difícil de utilizar em áreas de vegetação natural, sendo mal compreendidos os seus efeitos colaterais, particularmente sobre a vida aquática e sobre as turfeiras e outras áreas húmidas.
Sabe-se contudo, que a perda de cálcio das folhas de diversas espécies arbóreas, devido à acidez da chuva, leva a uma perda da tolerância ao frio, levando a danos ou mesmo à morte da planta durante o Inverno.

### Efeitos sobre a saúde humana
Estudos epidemiológicos sugerem uma ligação directa entre a acidez atmosférica e a saúde das populações, sendo os iões tóxicos libertados devido à precipitação ácida a maior ameaça.
O cobre mobilizado foi implicado nas epidemias de diarreia em crianças jovens e acredita-se que existem ligações entre o abastecimento de água contaminado com alumínio e o aumento da ocorrência de casos da doença de Alzheimer.
Estudos demonstraram que partículas finas em suspensão no ar, uma grande parte das quais são formadas por sais dos ácidos formados na precipitação ácida (sulfatos e nitratos), estão correlacionadas com o aumento da morbilidade das pessoas e a morte prematura em resultado de doenças como o cancro.

### Aumento da corrosão atmosférica
A precipitação ácida pode causar danos nos edifícios e estruturas expostas ao ar, com destaque para os edifícios históricos e monumentos, especialmente os construídos ou revestidos com calcários e mármores. Esse aumento da corrosividade resulta da reacção do ácido sulfúrico contido na precipitação com os compostos de cálcio contidos na pedra, formando gesso que é solubilizado ou se desagrega da estrutura:
A desagregação que se segue é rápida e comum, basta observar elementos escultóricos e lápides localizadas nas grandes cidades, onde é comum elementos epigráficos ficarem ilegíveis em poucas décadas. A precipitação ácida também aumento o ritmo de oxidação das estruturas em ferro, causando um rápido crescimento da ferrugem e dos danos por ela causados.
Outro efeito é a redução da visibilidade devido à presença de aerosóis contendo sulfatos e nitratos, em geral associados à formação de nevoeiros fotoquímicos extremamente ácidos.

### Regiões mais afectadas
As regiões particularmente afectadas pela precipitação ácida incluem a maior parte da Europa, particularmente a Escandinávia, onde muitos dos lagos estão tão acidificados que já não têm peixes e com extensas áreas florestais fortemente danificadas, grande parte do nordeste dos Estados Unidos e do sudeste do Canadá. Outras regiões afectadas são sudeste da China e Taiwan.
Regiões potencialmente afectadas nas próximas décadas incluem o sul da Ásia (Indonésia, Malásia e Tailândia), a África do Sul, o subcontinente indiano e o Sri Lanka e partes da África Ocidental (países como o Gana, Togo e Nigéria).
A natureza transfronteiriça da poluição atmosférica leva a que poluição atmosférica cuja origem física está total ou parcialmente compreendida numa zona submetida à jurisdição nacional de um Estado produza os seus efeitos nocivos numa zona submetida à jurisdição de um outro Estado, mas a uma distância tal que não é possível distinguir as contribuições de fontes emissoras individuais ou de grupos de fontes. Esses efeitos transfronteiriços levaram à assinatura de diversos acordos e tratados internacionais tendo como objecto o controlo da poluição do ar e em particular as emissões que levam à acidificação da precipitação. Entre esses instrumentos tem particular importância a Convenção sobre a Poluição Atmosférica Transfronteiriça a Longa Distância, da qual Portugal é signatário. Aquela Convenção tem Protocolos adicionais sobre o controlo das emissões atmosféricas de óxidos de enxofre e de azoto e sobre a acidificação e a eutrofização das massas de água interiores.

## Soluções
Nos EUA, muitas usinas de energia que queimam carvão usam o sistema de dessulfuração de gás de fumeiro (FGD) para retirar os gases contendo enxofre de suas chaminés. Um exemplo de FGD é o depurador molhado que geralmente é usado nos EUA e em muitos outros países. Um depurador molhado é basicamente uma torre de reacção equipada com um ventilador que extrai a fumaça de gases quentes da chaminé de uma usina de energia. O calcário ou a pedra calcária em forma de slurry também é injectada na torre para se misturar com os gases da pilha e combinar-se com o dióxido de enxofre presente. O carbonato de cálcio da pedra calcária produz sulfato de cálcio de pH neutro, que é fisicamente retirado do depurador. Ou seja, o depurador transforma a poluição de enxofre em sulfatos industriais.
Em algumas áreas os sulfatos são vendidos a companhias químicas como gesso quando a pureza de sulfato de cálcio é alta. Em outros, eles são colocados num aterro.
Algumas pessoas opõem-se à regulação da geração de energia, acreditando que essa geração de energia e poluição necessitam de caminhar juntas. Isto é falso. Um reactor nuclear gera menos que um milionésimo do lixo tóxico (medido por efeito biológico líquido) por watt gerado, quando os dejectos de ambas as instalações de geração de energia são adequadamente comparados (os Estados Unidos proíbem a reciclagem nuclear, de modo que esse país produz mais lixo que outros países).
Um esquema regulador mais benigno envolve a negociação de emissões. Por este esquema, a cada planta poluidora actual é concedida uma licença de emissões que se torna parte do capital da empresa. Os operadores então podem instalar equipamentos de controlo da poluição e vender partes das suas licenças de emissões. O principal efeito deste procedimento é oferecer incentivos económicos reais para os operadores instalarem controles de poluição. Desde que grupos de interesse público possam aposentar as licenças por compra, o resultado líquido é um decréscimo contínuo e um menor conjunto de fontes poluidoras. Ao mesmo tempo, nenhum operador particular jamais será forçado a gastar dinheiro sem retorno do valor de venda comercial dos activos.
Entre essas coisas citamos mais algumas que também ajudam:
- Conservar energia;
- Transporte colectivo;
- Utilização do metrô;
- Utilizar fontes de energia menos poluentes;
- Purificação dos escapamentos dos veículos;
- Utilizar combustíveis com baixo teor de enxofre.